# JAPAN RUGBY LEAGUE ONE 2025-26
ジャパンラグビーリーグワン2025-26は、日本のラグビーユニオンによる社会人リーグ戦「ジャパンラグビーリーグワン」の5年度目として、2025年12月13日から2026年6月7日まで開催予定。ここではDIVISION1（1部リーグ）について扱う。

## 概要
前季2024-25シーズンより1週間早く開幕し、終了は1週間遅くする。これによりバイウィーク（2週あけ）を増やし、選手の健康への配慮を高める。
試合数、プレーオフ、入替戦の方式は前季と同じ。レギュラーシーズンは全18節（各チーム18試合ずつ。同じカンファレンスで5試合、異なるカンファレンスとの交流戦を8試合、同じカンファレンスで5試合、の順で行う）。

## 日程
出典：
- 選手育成大会として「ジャパンラグビー リーグワン ライジング」を2025年9月27日から10月11日まで行う[3]。
- レギュラーシーズン/リーグ戦（全18節）：2025年12月13日から2026年5月10日まで
  - 第1節～第5節：2025年12月13日から1月17日まで - 同じカンファレンスでの対戦（5試合）
  - 第6節～第13節：1月24日から3月29日まで - 他のカンファレンスとの交流戦（8試合）
  - 第14節～第18節：4月4日から5月10日まで - 同じカンファレンスでの対戦（5試合）
- ポストシーズン/プレーオフトーナメント（上位6チーム）：2026年5月23日から2026年6月7日まで
- ポストシーズン/D1/D2 入替戦（D1 11位 対 D2 2位／D1 12位 対 D2 1位 各2回戦（4試合））：2026年5月22日から2026年5月31日まで

## 新規参入チームの募集
2025年6月30日から、新規参入チームの受け入れ（申請受付）を開始した。2026-27シーズンからの参入となる。詳細は「JAPAN RUGBY LEAGUE ONE 新規参入チームの受け入れ (2025年)」を参照。

## リーグ終了後
大会終了から1か月ほど後の2026年7月から、ワールドラグビー ネーションズ・チャンピオンシップ（欧州6か国、ザ・ラグビーチャンピオンシップの4か国、日本、フィジーの計12か国による新設大会）が予定されている。このため、リーグ終了後は、日本代表選手が合宿入りするなど準備を行う流れになっている。

## チーム
- リーグ戦（レギュラーシーズン）は、前季の順位にもとづき、6チームずつ、ほぼ同じ強さになるように2つのグループ（カンファレンス）に分ける[2]。
- レギュラーシーズン全18試合終了後、上位6チームによるプレーオフ（最終順位決定戦）、下位2チームではDIVISION2との入替戦が行われる。
- ホストエリアは、シーズンによって変わることがある（2025年8月1日現在、2025-26シーズンのホストエリアは発表されていない）。

| カンファレンス | チーム名 （呼称）                                     | 略称      | ホストエリア (2024-25シーズン)                             | 2025-26シーズンに ホームスタジアムとして使う会場                                                                                                  | 前シーズン順位 | 前シーズン最終順位 |
| -------------- | ----------------------------------------------------- | --------- | ---------------------------------------------------------- | --- | -------------- | ------------------ |
| A              | 東芝ブレイブルーパス東京                              | BL東京    | 東京都、 府中市、調布市、三鷹市 フレンドリーエリア：川崎市 | 味の素スタジアム, 東京都調布市 Uvanceとどろきスタジアム by Fujitsu, 神奈川県川崎市中原区 大和ハウス プレミストドーム, 北海道札幌市豊平区          | 1位            | 1位 (優勝)         |
| B              | クボタスピアーズ船橋・東京ベイ                        | S東京ベイ | 江戸川区、中央区、市川市、 船橋市、千葉市、市原市、成田市  | フクダ電子アリーナ, 千葉県千葉市中央区 スピアーズえどりくフィールド, 東京都江戸川区                                                               | 3位            | 2位 (準優勝)       |
| B              | コベルコ神戸スティーラーズ                            | 神戸S     | 兵庫県、 神戸市                                            | ノエビアスタジアム神戸, 兵庫県神戸市兵庫区 神戸総合運動公園ユニバー記念競技場, 兵庫県神戸市須磨区                                                 | 5位            | 3位                |
| A              | 埼玉パナソニックワイルドナイツ （埼玉ワイルドナイツ） | 埼玉WK    | 埼玉県                                                     | 熊谷ラグビー場, 埼玉県熊谷市 | 2位            | 4位                |
| A              | 静岡ブルーレヴズ                                      | 静岡BR    | 静岡県                                                     | ヤマハスタジアム, 静岡県磐田市 | 4位            | 5位                |
| B              | 東京サントリーサンゴリアス （東京サンゴリアス）       | 東京SG    | 東京都、 港区、府中市、調布市、三鷹市                      | 味の素スタジアム, 東京都調布市 JIT リサイクルインク スタジアム, 山梨県甲府市 えがお健康スタジアム, 熊本県熊本市東区                               | 6位            | 6位                |
| B              | リコーブラックラムズ東京 （ブラックラムズ東京）       | BR東京    | 東京都、 世田谷区                                          | 駒沢オリンピック公園総合運動場陸上競技場, 東京都世田谷区                                                                                          | 7位            | 7位                |
| A              | 横浜キヤノンイーグルス                                | 横浜E     | 横浜市 セカンダリーホストエリア：大分県                    | 日産スタジアム, 神奈川県横浜市港北区 ニッパツ三ツ沢球技場, 神奈川県横浜市神奈川区 クラサスドーム大分, 大分県大分市                                | 8位            | 8位                |
| A              | 三菱重工相模原ダイナボアーズ                          | 相模原DB  | 神奈川県、 相模原市                                        | 相模原ギオンスタジアム, 神奈川県相模原市南区 たけびしスタジアム京都, 京都府京都市右京区 ベネックス総合運動公園 かきどまり陸上競技場, 長崎県長崎市 | 9位            | 9位                |
| B              | トヨタヴェルブリッツ                                  | トヨタV   | 愛知県、 豊田市、名古屋市、みよし市                        | 豊田スタジアム, 愛知県豊田市 ミクニワールドスタジアム北九州, 福岡県北九州市小倉北区 パロマ瑞穂ラグビー場, 愛知県名古屋市瑞穂区                    | 10位           | 10位               |
| B              | 三重ホンダヒート                                      | 三重H     | 三重県                                                     | 三重交通G スポーツの杜 鈴鹿, 三重県鈴鹿市 栃木県グリーンスタジアム, 栃木県宇都宮市                                                                | 11位           | 11位               |
| A              | 浦安D-Rocks                                           | 浦安D     | 浦安市                                                     | ゼットエーオリプリスタジアム, 千葉県市原市 | 12位           | 12位               |

## 交流戦での対戦相手
第6節～第13節（1月24日から3月29日まで）のカンファレンス交流戦では、他のカンファレンスとの対戦を8試合 行う。総当たり戦6試合のほか、以下の特定の組み合わせで2試合が行われる。
|             | カンファレンスA                | カンファレンスA |    | カンファレンスB                | カンファレンスB |
| ----------- | ------------------------------ | --------------- | -- | ------------------------------ | --------------- |
| 組み合わせ1 | 東芝ブレイブルーパス東京       | 前年1位         | vs | クボタスピアーズ船橋・東京ベイ | 前年2位         |
| 組み合わせ1 | 浦安D-Rocks                    | 前年12位        | vs | 三重ホンダヒート               | 前年11位        |
| 組み合わせ2 | 埼玉パナソニックワイルドナイツ | 前年4位         | vs | 東京サントリーサンゴリアス     | 前年6位         |
| 組み合わせ2 | 三菱重工相模原ダイナボアーズ   | 前年9位         | vs | リコーブラックラムズ東京       | 前年7位         |
| 組み合わせ3 | 静岡ブルーレヴズ               | 前年5位         | vs | コベルコ神戸スティーラーズ     | 前年3位         |
| 組み合わせ3 | 横浜キヤノンイーグルス         | 前年8位         | vs | トヨタヴェルブリッツ           | 前年10位        |

## 選手の登録区分
選手は、3つのカテゴリ（カテゴリA・B・C）に分けて登録され、それぞれの人数を定めている。 同一シーズン中に、カテゴリを変更することはできない。
|           | 資格                                                            | チーム登録 (大会エントリー)                             | 試合登録 (23名のうち) | 試合中 (15名のうち)  |
| --------- | --------------------------------------------------------------- | ------------------------------------------------------- | --------------------- | -------------------- |
| カテゴリA | 5年連続して日本協会に登録。 日本代表実績あり / 日本代表資格あり | 80%以上                                                 | 17名以上              | 11名以上             |
| カテゴリB | 日本協会への連続登録が5年未満。 日本代表資格を獲得見込み        | BとCの合計で 10名以下 または 20%以下 (いずれか小さい方) | BとCの合計で 6名以下  | BとCの合計で 6名以下 |
| カテゴリC | 他国代表履歴あり など                                           | 3名以下                                                 | 3名以下               | 3名以下              |

### アーリーエントリー
大学最終学年に在籍し、4月（新年度）に入団内定している選手は、「アーリーエントリー」により、当該年度の全国大学ラグビーフットボール選手権全日程終了後（実質最短で1月下旬以降）に登録・出場できる。

## 順位
全18節（各チーム18試合）で「勝ち点」を競う。第6節から第13節までの8試合は他のカンファレンスと対戦。他は同じカンファレンスで対戦する。
| \| \| JAPAN RUGBY LEAGUE ONE 2025-26 DIVISION 1 順位表（開幕前 時点）出典：[8] \| 編集 \| | | | | | | | | | | | | | | | | | |
| リーグ戦 順位 | カンファレンス | チーム | 試合数 | 勝ち点 | 勝 | 分 | 負 | 得点 | 失点 | 得失点差 | T | G | PG | DG | 反則数 | プレーオフ (PO) / 入替戦 | 結果 |
| 1 | A | 東芝ブレイブルーパス東京 | 0 | 0 | 0 | 0 | 0 | 0 | 0 | 0 | 0 | 0 | 0 | 0 | 0 | | |
| 1 | B | クボタスピアーズ船橋・東京ベイ | 0 | 0 | 0 | 0 | 0 | 0 | 0 | 0 | 0 | 0 | 0 | 0 | 0 | | |
| 1 | B | コベルコ神戸スティーラーズ | 0 | 0 | 0 | 0 | 0 | 0 | 0 | 0 | 0 | 0 | 0 | 0 | 0 | | |
| 1 | A | 埼玉パナソニックワイルドナイツ | 0 | 0 | 0 | 0 | 0 | 0 | 0 | 0 | 0 | 0 | 0 | 0 | 0 | | |
| 1 | A | 静岡ブルーレヴズ | 0 | 0 | 0 | 0 | 0 | 0 | 0 | 0 | 0 | 0 | 0 | 0 | 0 | | |
| 1 | B | 東京サントリーサンゴリアス | 0 | 0 | 0 | 0 | 0 | 0 | 0 | 0 | 0 | 0 | 0 | 0 | 0 | | |
| 1 | B | リコーブラックラムズ東京 | 0 | 0 | 0 | 0 | 0 | 0 | 0 | 0 | 0 | 0 | 0 | 0 | 0 | | |
| 1 | A | 横浜キヤノンイーグルス | 0 | 0 | 0 | 0 | 0 | 0 | 0 | 0 | 0 | 0 | 0 | 0 | 0 | | |
| 1 | A | 三菱重工相模原ダイナボアーズ | 0 | 0 | 0 | 0 | 0 | 0 | 0 | 0 | 0 | 0 | 0 | 0 | 0 | | |
| 1 | B | トヨタヴェルブリッツ | 0 | 0 | 0 | 0 | 0 | 0 | 0 | 0 | 0 | 0 | 0 | 0 | 0 | | |
| 1 | B | 三重ホンダヒート | 0 | 0 | 0 | 0 | 0 | 0 | 0 | 0 | 0 | 0 | 0 | 0 | 0 | | |
| 1 | A | 浦安D-Rocks | 0 | 0 | 0 | 0 | 0 | 0 | 0 | 0 | 0 | 0 | 0 | 0 | 0 | | |
| | | | | | | | | | | | | | | | | | |
| - 勝ち点は、勝ち4点、引き分け2点、負け0点。 - ただし、7点差以内の負けは1点を付与、3トライ差以上での勝ちは追加で1点を付与。 - 同じ勝ち点である場合は下記の順番で順位を決定する。 1. 勝ち点 2. 勝利数 3. ①および②が同数であったチーム間の勝ち点 4. ①、②および③が同数であったチーム間の得失点差 5. 全試合の得失点差 6. 当該チーム間のトライ数 7. 全試合でのトライ数 8. 当該チーム間のトライ後のゴール数 9. 全試合でのトライ後のゴール数 10. 抽選 | - 勝ち点は、勝ち4点、引き分け2点、負け0点。 - ただし、7点差以内の負けは1点を付与、3トライ差以上での勝ちは追加で1点を付与。 - 同じ勝ち点である場合は下記の順番で順位を決定する。 1. 勝ち点 2. 勝利数 3. ①および②が同数であったチーム間の勝ち点 4. ①、②および③が同数であったチーム間の得失点差 5. 全試合の得失点差 6. 当該チーム間のトライ数 7. 全試合でのトライ数 8. 当該チーム間のトライ後のゴール数 9. 全試合でのトライ後のゴール数 10. 抽選 | - 勝ち点は、勝ち4点、引き分け2点、負け0点。 - ただし、7点差以内の負けは1点を付与、3トライ差以上での勝ちは追加で1点を付与。 - 同じ勝ち点である場合は下記の順番で順位を決定する。 1. 勝ち点 2. 勝利数 3. ①および②が同数であったチーム間の勝ち点 4. ①、②および③が同数であったチーム間の得失点差 5. 全試合の得失点差 6. 当該チーム間のトライ数 7. 全試合でのトライ数 8. 当該チーム間のトライ後のゴール数 9. 全試合でのトライ後のゴール数 10. 抽選 | - 勝ち点は、勝ち4点、引き分け2点、負け0点。 - ただし、7点差以内の負けは1点を付与、3トライ差以上での勝ちは追加で1点を付与。 - 同じ勝ち点である場合は下記の順番で順位を決定する。 1. 勝ち点 2. 勝利数 3. ①および②が同数であったチーム間の勝ち点 4. ①、②および③が同数であったチーム間の得失点差 5. 全試合の得失点差 6. 当該チーム間のトライ数 7. 全試合でのトライ数 8. 当該チーム間のトライ後のゴール数 9. 全試合でのトライ後のゴール数 10. 抽選 | - 勝ち点は、勝ち4点、引き分け2点、負け0点。 - ただし、7点差以内の負けは1点を付与、3トライ差以上での勝ちは追加で1点を付与。 - 同じ勝ち点である場合は下記の順番で順位を決定する。 1. 勝ち点 2. 勝利数 3. ①および②が同数であったチーム間の勝ち点 4. ①、②および③が同数であったチーム間の得失点差 5. 全試合の得失点差 6. 当該チーム間のトライ数 7. 全試合でのトライ数 8. 当該チーム間のトライ後のゴール数 9. 全試合でのトライ後のゴール数 10. 抽選 | - 勝ち点は、勝ち4点、引き分け2点、負け0点。 - ただし、7点差以内の負けは1点を付与、3トライ差以上での勝ちは追加で1点を付与。 - 同じ勝ち点である場合は下記の順番で順位を決定する。 1. 勝ち点 2. 勝利数 3. ①および②が同数であったチーム間の勝ち点 4. ①、②および③が同数であったチーム間の得失点差 5. 全試合の得失点差 6. 当該チーム間のトライ数 7. 全試合でのトライ数 8. 当該チーム間のトライ後のゴール数 9. 全試合でのトライ後のゴール数 10. 抽選 | - 勝ち点は、勝ち4点、引き分け2点、負け0点。 - ただし、7点差以内の負けは1点を付与、3トライ差以上での勝ちは追加で1点を付与。 - 同じ勝ち点である場合は下記の順番で順位を決定する。 1. 勝ち点 2. 勝利数 3. ①および②が同数であったチーム間の勝ち点 4. ①、②および③が同数であったチーム間の得失点差 5. 全試合の得失点差 6. 当該チーム間のトライ数 7. 全試合でのトライ数 8. 当該チーム間のトライ後のゴール数 9. 全試合でのトライ後のゴール数 10. 抽選 | - 勝ち点は、勝ち4点、引き分け2点、負け0点。 - ただし、7点差以内の負けは1点を付与、3トライ差以上での勝ちは追加で1点を付与。 - 同じ勝ち点である場合は下記の順番で順位を決定する。 1. 勝ち点 2. 勝利数 3. ①および②が同数であったチーム間の勝ち点 4. ①、②および③が同数であったチーム間の得失点差 5. 全試合の得失点差 6. 当該チーム間のトライ数 7. 全試合でのトライ数 8. 当該チーム間のトライ後のゴール数 9. 全試合でのトライ後のゴール数 10. 抽選 | - 勝ち点は、勝ち4点、引き分け2点、負け0点。 - ただし、7点差以内の負けは1点を付与、3トライ差以上での勝ちは追加で1点を付与。 - 同じ勝ち点である場合は下記の順番で順位を決定する。 1. 勝ち点 2. 勝利数 3. ①および②が同数であったチーム間の勝ち点 4. ①、②および③が同数であったチーム間の得失点差 5. 全試合の得失点差 6. 当該チーム間のトライ数 7. 全試合でのトライ数 8. 当該チーム間のトライ後のゴール数 9. 全試合でのトライ後のゴール数 10. 抽選 | - 勝ち点は、勝ち4点、引き分け2点、負け0点。 - ただし、7点差以内の負けは1点を付与、3トライ差以上での勝ちは追加で1点を付与。 - 同じ勝ち点である場合は下記の順番で順位を決定する。 1. 勝ち点 2. 勝利数 3. ①および②が同数であったチーム間の勝ち点 4. ①、②および③が同数であったチーム間の得失点差 5. 全試合の得失点差 6. 当該チーム間のトライ数 7. 全試合でのトライ数 8. 当該チーム間のトライ後のゴール数 9. 全試合でのトライ後のゴール数 10. 抽選 | - 勝ち点は、勝ち4点、引き分け2点、負け0点。 - ただし、7点差以内の負けは1点を付与、3トライ差以上での勝ちは追加で1点を付与。 - 同じ勝ち点である場合は下記の順番で順位を決定する。 1. 勝ち点 2. 勝利数 3. ①および②が同数であったチーム間の勝ち点 4. ①、②および③が同数であったチーム間の得失点差 5. 全試合の得失点差 6. 当該チーム間のトライ数 7. 全試合でのトライ数 8. 当該チーム間のトライ後のゴール数 9. 全試合でのトライ後のゴール数 10. 抽選 | - 勝ち点は、勝ち4点、引き分け2点、負け0点。 - ただし、7点差以内の負けは1点を付与、3トライ差以上での勝ちは追加で1点を付与。 - 同じ勝ち点である場合は下記の順番で順位を決定する。 1. 勝ち点 2. 勝利数 3. ①および②が同数であったチーム間の勝ち点 4. ①、②および③が同数であったチーム間の得失点差 5. 全試合の得失点差 6. 当該チーム間のトライ数 7. 全試合でのトライ数 8. 当該チーム間のトライ後のゴール数 9. 全試合でのトライ後のゴール数 10. 抽選 | - 勝ち点は、勝ち4点、引き分け2点、負け0点。 - ただし、7点差以内の負けは1点を付与、3トライ差以上での勝ちは追加で1点を付与。 - 同じ勝ち点である場合は下記の順番で順位を決定する。 1. 勝ち点 2. 勝利数 3. ①および②が同数であったチーム間の勝ち点 4. ①、②および③が同数であったチーム間の得失点差 5. 全試合の得失点差 6. 当該チーム間のトライ数 7. 全試合でのトライ数 8. 当該チーム間のトライ後のゴール数 9. 全試合でのトライ後のゴール数 10. 抽選 | - 勝ち点は、勝ち4点、引き分け2点、負け0点。 - ただし、7点差以内の負けは1点を付与、3トライ差以上での勝ちは追加で1点を付与。 - 同じ勝ち点である場合は下記の順番で順位を決定する。 1. 勝ち点 2. 勝利数 3. ①および②が同数であったチーム間の勝ち点 4. ①、②および③が同数であったチーム間の得失点差 5. 全試合の得失点差 6. 当該チーム間のトライ数 7. 全試合でのトライ数 8. 当該チーム間のトライ後のゴール数 9. 全試合でのトライ後のゴール数 10. 抽選 | - 勝ち点は、勝ち4点、引き分け2点、負け0点。 - ただし、7点差以内の負けは1点を付与、3トライ差以上での勝ちは追加で1点を付与。 - 同じ勝ち点である場合は下記の順番で順位を決定する。 1. 勝ち点 2. 勝利数 3. ①および②が同数であったチーム間の勝ち点 4. ①、②および③が同数であったチーム間の得失点差 5. 全試合の得失点差 6. 当該チーム間のトライ数 7. 全試合でのトライ数 8. 当該チーム間のトライ後のゴール数 9. 全試合でのトライ後のゴール数 10. 抽選 | - 勝ち点は、勝ち4点、引き分け2点、負け0点。 - ただし、7点差以内の負けは1点を付与、3トライ差以上での勝ちは追加で1点を付与。 - 同じ勝ち点である場合は下記の順番で順位を決定する。 1. 勝ち点 2. 勝利数 3. ①および②が同数であったチーム間の勝ち点 4. ①、②および③が同数であったチーム間の得失点差 5. 全試合の得失点差 6. 当該チーム間のトライ数 7. 全試合でのトライ数 8. 当該チーム間のトライ後のゴール数 9. 全試合でのトライ後のゴール数 10. 抽選 | - 上位6チームは、プレーオフへ進出。 - 1位と2位には、 プレーオフ1回戦が免除され、 準々決勝から出場するシード権が与えられる。 - 11位はDIVISION2の2位と、 12位はDIVISION2の1位と、 それぞれ入替戦を行う。 | - 上位6チームは、プレーオフへ進出。 - 1位と2位には、 プレーオフ1回戦が免除され、 準々決勝から出場するシード権が与えられる。 - 11位はDIVISION2の2位と、 12位はDIVISION2の1位と、 それぞれ入替戦を行う。 |
| | JAPAN RUGBY LEAGUE ONE 2025-26 DIVISION 1 順位表（開幕前 時点）出典： | 編集 | | | | | | | | | | | | | | | |

## リーグ戦
左側がホストチームで、右側がビジターチーム。「3トライ差以上の勝ち」「7点差以内の負け」で1BP（ボーナスポイント）を付与。【プレイヤー・オブ・ザ・マッチ】の数字は背番号。

### 第1節
| 2025年12月13日(土) | 浦安D-Rocks | v | 三菱重工相模原ダイナボアーズ | ゼットエーオリプリスタジアム, 千葉県市原市 |
| 2025年12月13日(土) |             |   |                              | ゼットエーオリプリスタジアム, 千葉県市原市 |

| 2025年12月13日(土) | コベルコ神戸スティーラーズ | v | クボタスピアーズ船橋・東京ベイ | ノエビアスタジアム神戸, 兵庫県神戸市兵庫区 |
| 2025年12月13日(土) |                            |   |                                | ノエビアスタジアム神戸, 兵庫県神戸市兵庫区 |

| 2025年12月13日(土) | トヨタヴェルブリッツ | v | 三重ホンダヒート | 豊田スタジアム, 愛知県豊田市 |
| 2025年12月13日(土) |                      |   |                  | 豊田スタジアム, 愛知県豊田市 |

| 2025年12月14日(日) | 東芝ブレイブルーパス東京 | v | 埼玉パナソニックワイルドナイツ | 味の素スタジアム, 東京都調布市 |
| 2025年12月14日(日) |                          |   |                                | 味の素スタジアム, 東京都調布市 |

| 2025年12月14日(日) | 横浜キヤノンイーグルス | v | 静岡ブルーレヴズ | 日産スタジアム, 神奈川県横浜市港北区 |
| 2025年12月14日(日) |                        |   |                  | 日産スタジアム, 神奈川県横浜市港北区 |

| 2025年12月13日or14日 | リコーブラックラムズ東京 | v | 東京サントリーサンゴリアス |  |
| 2025年12月13日or14日 |                          |   |                            |  |

### 第2節
| 2025年12月20日(土) | クボタスピアーズ船橋・東京ベイ | v | リコーブラックラムズ東京 | フクダ電子アリーナ, 千葉県千葉市中央区 |
| 2025年12月20日(土) |                                |   |                          | フクダ電子アリーナ, 千葉県千葉市中央区 |

| 2025年12月20日(土) | 東京サントリーサンゴリアス | v | トヨタヴェルブリッツ | 味の素スタジアム, 東京都調布市 |
| 2025年12月20日(土) |                            |   |                      | 味の素スタジアム, 東京都調布市 |

| 2025年12月21日(日) | 埼玉パナソニックワイルドナイツ | v | 浦安D-Rocks | 熊谷ラグビー場,埼玉県熊谷市 |
| 2025年12月21日(日) |                                |   |             | 熊谷ラグビー場,埼玉県熊谷市 |

| 2025年12月21日(日) | 静岡ブルーレヴズ | v | 東芝ブレイブルーパス東京 | ヤマハスタジアム, 静岡県磐田市 |
| 2025年12月21日(日) |                  |   |                          | ヤマハスタジアム, 静岡県磐田市 |

| 2025年12月21日(日) | 三菱重工相模原ダイナボアーズ | v | 横浜キヤノンイーグルス | 相模原ギオンスタジアム, 神奈川県相模原市南区 |
| 2025年12月21日(日) |                              |   |                        | 相模原ギオンスタジアム, 神奈川県相模原市南区 |

| 2025年12月21日(日) | 三重ホンダヒート | v | コベルコ神戸スティーラーズ | 三重交通G スポーツの杜 鈴鹿, 三重県鈴鹿市 |
| 2025年12月21日(日) |                  |   |                            | 三重交通G スポーツの杜 鈴鹿, 三重県鈴鹿市 |

### 第3節
| 2025年12月27日(土) | クボタスピアーズ船橋・東京ベイ | v | 東京サントリーサンゴリアス |  |
| 2025年12月27日(土) |                                |   |                            |  |

| 2025年12月28日(日) | 横浜キヤノンイーグルス | v | 東芝ブレイブルーパス東京 |  |
| 2025年12月28日(日) |                        |   |                          |  |

| 2025年12月28日(日) | 静岡ブルーレヴズ | v | 浦安D-Rocks | ヤマハスタジアム, 静岡県磐田市 |
| 2025年12月28日(日) |                  |   |             | ヤマハスタジアム, 静岡県磐田市 |

| 2025年12月28日(日) | 三菱重工相模原ダイナボアーズ | v | 埼玉パナソニックワイルドナイツ | 相模原ギオンスタジアム, 神奈川県相模原市 |
| 2025年12月28日(日) |                              |   |                                | 相模原ギオンスタジアム, 神奈川県相模原市 |

| 2025年12月27日or28日 | リコーブラックラムズ東京 | v | 三重ホンダヒート |  |
| 2025年12月27日or28日 |                          |   |                  |  |

| 2025年12月27日or28日 | コベルコ神戸スティーラーズ | v | トヨタヴェルブリッツ | 兵庫県内 |
| 2025年12月27日or28日 |                            |   |                      | 兵庫県内 |

### 第4節
| 2026年1月10日(土) | 東芝ブレイブルーパス東京 | v | 三菱重工相模原ダイナボアーズ | Uvanceとどろきスタジアム by Fujitsu, 神奈川県川崎市中原区 |
| 2026年1月10日(土) |                          |   |                              | Uvanceとどろきスタジアム by Fujitsu, 神奈川県川崎市中原区 |

| 2026年1月10日(土) | 埼玉パナソニックワイルドナイツ | v | 静岡ブルーレヴズ | 熊谷ラグビー場,埼玉県熊谷市 |
| 2026年1月10日(土) |                                |   |                  | 熊谷ラグビー場,埼玉県熊谷市 |

| 2026年1月10日(土) | 浦安D-Rocks | v | 横浜キヤノンイーグルス |  |
| 2026年1月10日(土) |             |   |                        |  |

| 2026年1月10日(土) | 東京サントリーサンゴリアス | v | コベルコ神戸スティーラーズ | 味の素スタジアム, 東京都調布市 |
| 2026年1月10日(土) |                            |   |                            | 味の素スタジアム, 東京都調布市 |

| 2026年1月10日(土) | トヨタヴェルブリッツ | v | リコーブラックラムズ東京 | ミクニワールドスタジアム北九州, 福岡県北九州市小倉北区 |
| 2026年1月10日(土) |                      |   |                          | ミクニワールドスタジアム北九州, 福岡県北九州市小倉北区 |

| 2026年1月11日(日) | 三重ホンダヒート | v | クボタスピアーズ船橋・東京ベイ | 三重交通G スポーツの杜 鈴鹿, 三重県鈴鹿市 |
| 2026年1月11日(日) |                  |   |                                | 三重交通G スポーツの杜 鈴鹿, 三重県鈴鹿市 |

### 第5節
| 2026年1月17日(土) | 静岡ブルーレヴズ | v | 三菱重工相模原ダイナボアーズ | ヤマハスタジアム, 静岡県磐田市 |
| 2026年1月17日(土) |                  |   |                              | ヤマハスタジアム, 静岡県磐田市 |

| 2026年1月17日(土) | 横浜キヤノンイーグルス | v | 埼玉パナソニックワイルドナイツ | ニッパツ三ツ沢球技場, 神奈川県横浜市神奈川区 |
| 2026年1月17日(土) |                        |   |                                | ニッパツ三ツ沢球技場, 神奈川県横浜市神奈川区 |

| 2026年1月17日(土) | 浦安D-Rocks | v | 東芝ブレイブルーパス東京 |  |
| 2026年1月17日(土) |             |   |                          |  |

| 2026年1月17日(土) | クボタスピアーズ船橋・東京ベイ | v | トヨタヴェルブリッツ | スピアーズえどりくフィールド, 東京都江戸川区 |
| 2026年1月17日(土) |                                |   |                      | スピアーズえどりくフィールド, 東京都江戸川区 |

| 2026年1月17日(土) | コベルコ神戸スティーラーズ | v | リコーブラックラムズ東京 | 神戸総合運動公園ユニバー記念競技場, 兵庫県神戸市須磨区 |
| 2026年1月17日(土) |                            |   |                          | 神戸総合運動公園ユニバー記念競技場, 兵庫県神戸市須磨区 |

| 2026年1月17日(土) | 東京サントリーサンゴリアス | v | 三重ホンダヒート | JIT リサイクルインク スタジアム, 山梨県甲府市 |
| 2026年1月17日(土) |                            |   |                  | JIT リサイクルインク スタジアム, 山梨県甲府市 |

### 第6節（カンファレンス交流戦1）
| 2026年1月24日(土) | 埼玉パナソニックワイルドナイツ | v | 東京サントリーサンゴリアス | 熊谷ラグビー場,埼玉県熊谷市 |
| 2026年1月24日(土) |                                |   |                            | 熊谷ラグビー場,埼玉県熊谷市 |

| 2026年1月24日(土) | 三重ホンダヒート | v | 浦安D-Rocks | 栃木県グリーンスタジアム, 栃木県宇都宮市 |
| 2026年1月24日(土) |                  |   |             | 栃木県グリーンスタジアム, 栃木県宇都宮市 |

| 2026年1月24日(土) | 三菱重工相模原ダイナボアーズ | v | リコーブラックラムズ東京 | 相模原ギオンスタジアム, 神奈川県相模原市南区 |
| 2026年1月24日(土) |                              |   |                          | 相模原ギオンスタジアム, 神奈川県相模原市南区 |

| 2026年1月24日(土) | 横浜キヤノンイーグルス | v | コベルコ神戸スティーラーズ | ニッパツ三ツ沢球技場, 神奈川県横浜市神奈川区 |
| 2026年1月24日(土) |                        |   |                            | ニッパツ三ツ沢球技場, 神奈川県横浜市神奈川区 |

| 2026年1月24日(土) | 東芝ブレイブルーパス東京 | v | クボタスピアーズ船橋・東京ベイ |  |
| 2026年1月24日(土) |                          |   |                                |  |

| 2026年1月25日(日) | 静岡ブルーレヴズ | v | トヨタヴェルブリッツ | ヤマハスタジアム, 静岡県磐田市 |
| 2026年1月25日(日) |                  |   |                      | ヤマハスタジアム, 静岡県磐田市 |

### 第7節（カンファレンス交流戦2）
| 2026年2月7日(土) | リコーブラックラムズ東京 | v | 埼玉パナソニックワイルドナイツ | 東京都内 |
| 2026年2月7日(土) |                          |   |                                | 東京都内 |

| 2026年2月7日(土) | トヨタヴェルブリッツ | v | 横浜キヤノンイーグルス | パロマ瑞穂ラグビー場, 愛知県名古屋市瑞穂区 |
| 2026年2月7日(土) |                      |   |                        | パロマ瑞穂ラグビー場, 愛知県名古屋市瑞穂区 |

| 2026年2月7日(土) | コベルコ神戸スティーラーズ | v | 静岡ブルーレヴズ | 神戸総合運動公園ユニバー記念競技場, 兵庫県神戸市須磨区 |
| 2026年2月7日(土) |                            |   |                  | 神戸総合運動公園ユニバー記念競技場, 兵庫県神戸市須磨区 |

| 2026年2月7日(土) | クボタスピアーズ船橋・東京ベイ | v | 浦安D-Rocks | スピアーズえどりくフィールド, 東京都江戸川区 |
| 2026年2月7日(土) |                                |   |             | スピアーズえどりくフィールド, 東京都江戸川区 |

| 2026年2月7日(土) | 三重ホンダヒート | v | 東芝ブレイブルーパス東京 | 栃木県グリーンスタジアム, 栃木県宇都宮市 |
| 2026年2月7日(土) |                  |   |                          | 栃木県グリーンスタジアム, 栃木県宇都宮市 |

| 2026年2月8日(日) | 東京サントリーサンゴリアス | v | 三菱重工相模原ダイナボアーズ |  |
| 2026年2月8日(日) |                            |   |                              |  |

### 第8節（カンファレンス交流戦3）
| 2025年2月14日(土) | 埼玉パナソニックワイルドナイツ | v | トヨタヴェルブリッツ | 熊谷ラグビー場,埼玉県熊谷市 |
| 2025年2月14日(土) |                                |   |                      | 熊谷ラグビー場,埼玉県熊谷市 |

| 2025年2月14日(土) | 静岡ブルーレヴズ | v | クボタスピアーズ船橋・東京ベイ | 静岡県内 |
| 2025年2月14日(土) |                  |   |                                | 静岡県内 |

| 2025年2月14日(土) | 横浜キヤノンイーグルス | v | リコーブラックラムズ東京 |  |
| 2025年2月14日(土) |                        |   |                          |  |

| 2025年2月14日(土) | 三菱重工相模原ダイナボアーズ | v | 三重ホンダヒート | 相模原ギオンスタジアム, 神奈川県相模原市南区 |
| 2025年2月14日(土) |                              |   |                  | 相模原ギオンスタジアム, 神奈川県相模原市南区 |

| 2025年2月14日(土) | 東芝ブレイブルーパス東京 | v | コベルコ神戸スティーラーズ |  |
| 2025年2月14日(土) |                          |   |                            |  |

| 2025年2月14日oe15日 | 浦安D-Rocks | v | 東京サントリーサンゴリアス |  |
| 2025年2月14日oe15日 |             |   |                            |  |

### 第9節（カンファレンス交流戦4）
| 2025年2月21日(土) | クボタスピアーズ船橋・東京ベイ | v | 三菱重工相模原ダイナボアーズ | スピアーズえどりくフィールド, 東京都江戸川区 |
| 2025年2月21日(土) |                                |   |                              | スピアーズえどりくフィールド, 東京都江戸川区 |

| 2025年2月21日(土) | リコーブラックラムズ東京 | v | 浦安D-Rocks | 駒沢オリンピック公園総合運動場陸上競技場, 東京都世田谷区 |
| 2025年2月21日(土) |                          |   |             | 駒沢オリンピック公園総合運動場陸上競技場, 東京都世田谷区 |

| 2025年2月21日(土) | トヨタヴェルブリッツ | v | 東芝ブレイブルーパス東京 | パロマ瑞穂ラグビー場 |
| 2025年2月21日(土) |                      |   |                          | パロマ瑞穂ラグビー場 |

| 2025年2月21日(土) | コベルコ神戸スティーラーズ | v | 埼玉パナソニックワイルドナイツ | 神戸総合運動公園ユニバー記念競技場, 兵庫県神戸市須磨区 |
| 2025年2月21日(土) |                            |   |                                | 神戸総合運動公園ユニバー記念競技場, 兵庫県神戸市須磨区 |

| 2025年2月22日(日) | 三重ホンダヒート | v | 静岡ブルーレヴズ | 三重交通G スポーツの杜 鈴鹿, 三重県鈴鹿市 |
| 2025年2月22日(日) |                  |   |                  | 三重交通G スポーツの杜 鈴鹿, 三重県鈴鹿市 |

| 2025年2月22日(日) | 東京サントリーサンゴリアス | v | 東京サントリーサンゴリアス |  |
| 2025年2月22日(日) |                            |   |                            |  |

### 第10節（カンファレンス交流戦5）
| 2025年2月28日(土) | 東芝ブレイブルーパス東京 | v | リコーブラックラムズ東京 |  |
| 2025年2月28日(土) |                          |   |                          |  |

| 2025年2月28日(土) | 埼玉パナソニックワイルドナイツ | v | 三重ホンダヒート | 三重交通G スポーツの杜 鈴鹿, 三重県鈴鹿市 |
| 2025年2月28日(土) |                                |   |                  | 三重交通G スポーツの杜 鈴鹿, 三重県鈴鹿市 |

| 2025年3月1日(日) | 静岡ブルーレヴズ | v | 東京サントリーサンゴリアス | 静岡県内 |
| 2025年3月1日(日) |                  |   |                            | 静岡県内 |

| 2025年3月1日(日) | 横浜キヤノンイーグルス | v | クボタスピアーズ船橋・東京ベイ | クラサスドーム大分, 大分県大分市 |
| 2025年3月1日(日) |                        |   |                                | クラサスドーム大分, 大分県大分市 |

| 2025年3月1日(日) | 三菱重工相模原ダイナボアーズ | v | トヨタヴェルブリッツ | たけびしスタジアム京都, 京都府京都市右京区 |
| 2025年3月1日(日) |                              |   |                      | たけびしスタジアム京都, 京都府京都市右京区 |

| 2025年2月28日or3月1日 | 浦安D-Rocks | v | コベルコ神戸スティーラーズ |  |
| 2025年2月28日or3月1日 |             |   |                            |  |

### 第11節（カンファレンス交流戦6）
| 2026年3月14日(土) | 三重ホンダヒート | v | 横浜キヤノンイーグルス | 栃木県グリーンスタジアム, 栃木県宇都宮市 |
| 2026年3月14日(土) |                  |   |                        | 栃木県グリーンスタジアム, 栃木県宇都宮市 |

| 2026年3月14日(土) | リコーブラックラムズ東京 | v | 静岡ブルーレヴズ | 駒沢オリンピック公園総合運動場陸上競技場, 東京都世田谷区 |
| 2026年3月14日(土) |                          |   |                  | 駒沢オリンピック公園総合運動場陸上競技場, 東京都世田谷区 |

| 2026年3月14日(土) | クボタスピアーズ船橋・東京ベイ | v | 埼玉パナソニックワイルドナイツ |  |
| 2026年3月14日(土) |                                |   |                                |  |

| 2026年3月14日(土) | コベルコ神戸スティーラーズ | v | 三菱重工相模原ダイナボアーズ | 神戸総合運動公園ユニバー記念競技場, 兵庫県神戸市須磨区 |
| 2026年3月14日(土) |                            |   |                              | 神戸総合運動公園ユニバー記念競技場, 兵庫県神戸市須磨区 |

| 2026年3月15日(日) | トヨタヴェルブリッツ | v | 浦安D-Rocks | パロマ瑞穂ラグビー場 |
| 2026年3月15日(日) |                      |   |             | パロマ瑞穂ラグビー場 |

| 2026年3月15日(日) | 東京サントリーサンゴリアス | v | 東芝ブレイブルーパス東京 |  |
| 2026年3月15日(日) |                            |   |                          |  |

### 第12節（カンファレンス交流戦7）
| 2026年3月20日(金祝) | コベルコ神戸スティーラーズ | v | 横浜キヤノンイーグルス | 神戸総合運動公園ユニバー記念競技場, 兵庫県神戸市須磨区 |
| 2026年3月20日(金祝) |                            |   |                        | 神戸総合運動公園ユニバー記念競技場, 兵庫県神戸市須磨区 |

| 2026年3月21日(土) | 三菱重工相模原ダイナボアーズ | v | 東京サントリーサンゴリアス |  |
| 2026年3月21日(土) |                              |   |                            |  |

| 2026年3月21日(土) | 埼玉パナソニックワイルドナイツ | v | リコーブラックラムズ東京 | 熊谷ラグビー場,埼玉県熊谷市 |
| 2026年3月21日(土) |                                |   |                          | 熊谷ラグビー場,埼玉県熊谷市 |

| 2026年3月22日(日) | 東芝ブレイブルーパス東京 | v | 三重ホンダヒート |  |
| 2026年3月22日(日) |                          |   |                  |  |

| 2026年3月22日(日) | トヨタヴェルブリッツ | v | 静岡ブルーレヴズ | 愛知県内 |
| 2026年3月22日(日) |                      |   |                  | 愛知県内 |

| 2026年3月21日or22日 | 浦安D-Rocks | v | クボタスピアーズ船橋・東京ベイ |  |
| 2026年3月21日or22日 |             |   |                                |  |

### 第13節（カンファレンス交流戦8）
| 2025年3月28日(土) | 静岡ブルーレヴズ | v | コベルコ神戸スティーラーズ | 静岡県内 |
| 2025年3月28日(土) |                  |   |                            | 静岡県内 |

| 2025年3月28日(土) | 東京サントリーサンゴリアス | v | 埼玉パナソニックワイルドナイツ |  |
| 2025年3月28日(土) |                            |   |                                |  |

| 2025年3月28日(土) | クボタスピアーズ船橋・東京ベイ | v | 東芝ブレイブルーパス東京 | スピアーズえどりくフィールド, 東京都江戸川区 |
| 2025年3月28日(土) |                                |   |                          | スピアーズえどりくフィールド, 東京都江戸川区 |

| 2025年3月28日(土) | 横浜キヤノンイーグルス | v | トヨタヴェルブリッツ | 横浜市内 |
| 2025年3月28日(土) |                        |   |                      | 横浜市内 |

| 2025年3月29日(日) | リコーブラックラムズ東京 | v | 三菱重工相模原ダイナボアーズ |  |
| 2025年3月29日(日) |                          |   |                              |  |

| 2025年3月28日or29日 | 浦安D-Rocks | v | 三重ホンダヒート |  |
| 2025年3月28日or29日 |             |   |                  |  |

### 第14節
| 2025年4月4日(土) | 三菱重工相模原ダイナボアーズ | v | 静岡ブルーレヴズ | ベネックス総合運動公園 かきどまり陸上競技場, 長崎県長崎市 |
| 2025年4月4日(土) |                              |   |                  | ベネックス総合運動公園 かきどまり陸上競技場, 長崎県長崎市 |

| 2025年4月4日(土) | 埼玉パナソニックワイルドナイツ | v | 横浜キヤノンイーグルス | 埼玉県内 |
| 2025年4月4日(土) |                                |   |                        | 埼玉県内 |

| 2025年4月4日(土) | トヨタヴェルブリッツ | v | クボタスピアーズ船橋・東京ベイ | 愛知県内or岐阜県内 |
| 2025年4月4日(土) |                      |   |                                | 愛知県内or岐阜県内 |

| 2025年4月4日(土) | 三重ホンダヒート | v | 東京サントリーサンゴリアス | 栃木県グリーンスタジアム, 栃木県宇都宮市 |
| 2025年4月4日(土) |                  |   |                            | 栃木県グリーンスタジアム, 栃木県宇都宮市 |

| 2025年4月5日(日) | 東芝ブレイブルーパス東京 | v | 浦安D-Rocks | 大和ハウス プレミストドーム, 北海道札幌市豊平区 |
| 2025年4月5日(日) |                          |   |             | 大和ハウス プレミストドーム, 北海道札幌市豊平区 |

| 2025年4月4日or5日 | リコーブラックラムズ東京 | v | コベルコ神戸スティーラーズ |  |
| 2025年4月4日or5日 |                          |   |                            |  |

### 第15節
| 2025年4月17日(金) | 三重ホンダヒート | v | リコーブラックラムズ東京 |  |
| 2025年4月17日(金) |                  |   |                          |  |

| 2025年4月18日(土) | 静岡ブルーレヴズ | v | 埼玉パナソニックワイルドナイツ | 静岡県内 |
| 2025年4月18日(土) |                  |   |                                | 静岡県内 |

| 2025年4月18日(土) | 横浜キヤノンイーグルス | v | 浦安D-Rocks | クラサスドーム大分, 大分県大分市 |
| 2025年4月18日(土) |                        |   |             | クラサスドーム大分, 大分県大分市 |

| 2025年4月18日(土) | トヨタヴェルブリッツ | v | コベルコ神戸スティーラーズ | 愛知県内 |
| 2025年4月18日(土) |                      |   |                            | 愛知県内 |

| 2025年4月18日(土) | 東京サントリーサンゴリアス | v | クボタスピアーズ船橋・東京ベイ | えがお健康スタジアム, 熊本県熊本市東区 |
| 2025年4月18日(土) |                            |   |                                | えがお健康スタジアム, 熊本県熊本市東区 |

| 2025年4月18日or19日 | 三菱重工相模原ダイナボアーズ | v | 東芝ブレイブルーパス東京 | 神奈川県内 |
| 2025年4月18日or19日 |                              |   |                          | 神奈川県内 |

### 第16節
| 2026年4月24日(金) | 浦安D-Rocks | v | 静岡ブルーレヴズ |  |
| 2026年4月24日(金) |             |   |                  |  |

| 2026年4月25日(土) | 埼玉パナソニックワイルドナイツ | v | 三菱重工相模原ダイナボアーズ | 埼玉県内 |
| 2026年4月25日(土) |                                |   |                              | 埼玉県内 |

| 2026年4月24日or25日or26日 | 東芝ブレイブルーパス東京 | v | 横浜キヤノンイーグルス |  |
| 2026年4月24日or25日or26日 |                          |   |                        |  |

| 2026年4月24日or25日or26日 | リコーブラックラムズ東京 | v | トヨタヴェルブリッツ |  |
| 2026年4月24日or25日or26日 |                          |   |                      |  |

| 2026年4月24日or25日or26日 | コベルコ神戸スティーラーズ | v | 東京サントリーサンゴリアス |  |
| 2026年4月24日or25日or26日 |                            |   |                            |  |

| 2026年4月25日or26日 | クボタスピアーズ船橋・東京ベイ | v | 三重ホンダヒート | 東京都内 |
| 2026年4月25日or26日 |                                |   |                  | 東京都内 |

### 第17節
| 2026年5月1日(金) | 浦安D-Rocks | v | 埼玉パナソニックワイルドナイツ |  |
| 2026年5月1日(金) |             |   |                                |  |

| 2026年5月2日(土) | トヨタヴェルブリッツ | v | 東京サントリーサンゴリアス | 愛知県内 |
| 2026年5月2日(土) |                      |   |                            | 愛知県内 |

| 2026年5月1日or2日or3日 | 東芝ブレイブルーパス東京 | v | 静岡ブルーレヴズ |  |
| 2026年5月1日or2日or3日 |                          |   |                  |  |

| 2026年5月1日or2日or3日 | 横浜キヤノンイーグルス | v | 三菱重工相模原ダイナボアーズ |  |
| 2026年5月1日or2日or3日 |                        |   |                              |  |

| 2026年5月1日or2日or3日 | コベルコ神戸スティーラーズ | v | 三重ホンダヒート |  |
| 2026年5月1日or2日or3日 |                            |   |                  |  |

| 2026年5月1日or2日or3日 | リコーブラックラムズ東京 | v | クボタスピアーズ船橋・東京ベイ |  |
| 2026年5月1日or2日or3日 |                          |   |                                |  |

### 第18節
| 2026年5月9日(土) | 埼玉パナソニックワイルドナイツ | v | 東芝ブレイブルーパス東京 | 埼玉県内 |
| 2026年5月9日(土) |                                |   |                          | 埼玉県内 |

| 2026年5月9日(土) | 静岡ブルーレヴズ | v | 横浜キヤノンイーグルス | 静岡県内 |
| 2026年5月9日(土) |                  |   |                        | 静岡県内 |

| 2026年5月9日(土) | 三重ホンダヒート | v | トヨタヴェルブリッツ | 三重交通G スポーツの杜 鈴鹿, 三重県鈴鹿市 |
| 2026年5月9日(土) |                  |   |                      | 三重交通G スポーツの杜 鈴鹿, 三重県鈴鹿市 |

| 2026年5月10日(日) | クボタスピアーズ船橋・東京ベイ | v | コベルコ神戸スティーラーズ | 東京都内 |
| 2026年5月10日(日) |                                |   |                            | 東京都内 |

| 2026年5月10日(日) | 東京サントリーサンゴリアス | v | リコーブラックラムズ東京 |  |
| 2026年5月10日(日) |                            |   |                          |  |

| 2026年5月9日or10日 | 三菱重工相模原ダイナボアーズ | v | 浦安D-Rocks | 神奈川県内 |
| 2026年5月9日or10日 |                              |   |             | 神奈川県内 |